# Крістіанстад
Крістіанстад (швед. Kristianstad, за давнім правописом Christianstad) — місто в Швеції, у лені Сконе, у колишній провінції Сконе, адміністративний центр однойменної комуни, з населенням 35 711 жителів у 2010 р.

## Геральдика
Герб міста є одним з небагатьох гербів у світі, на яких зображено герб іноземного короля або іноземної королеви. Це герб короля Данії Крістіана IV, який і заснував місто.
На міському гербі зображено два леви, що тримають вінценосні відзнаки короля і монограму C4. Герб було лише злегка змінено після переходу міста під владу Швеції внаслідок Роскільського договору 1658 р., за яким східна третина Данії відійшла до Швеції. Герб дуже схожий на герб колишнього міста Крістіанопель, що в східній частині Блекінґе, заснованого також Крістіаном IV. З 1971 року герб використовується комуною Крістіанстад.

## Історія і сьогодення

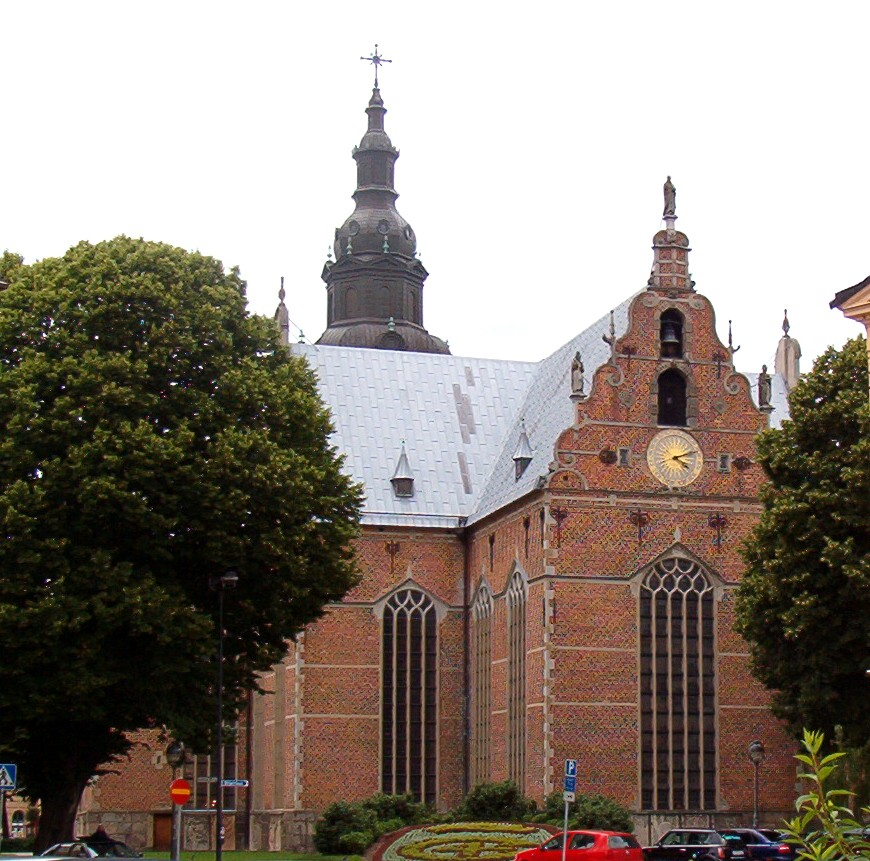
Церква Святої Трійці в Крістіанстаді

Місто засновано в 1614 році данським королем Крістіаном IV, назва міста буквально означає «місто Крістіана». Це було т. зв. сплановане місто після спалення міста Ве і передання міських прав від сусіднього міста Сьолвесборг до новозбудованого міста. Призначенням міста було охороняти східну частину данської провінції Сканія від будь-яких майбутніх набігів зі Швеції, а також символізувати владу самого Крістіана. Одним з таких набігів і було розорено сусіднє місто Ве в 1612 році. Ве потім втратило свій міський статут, а жителів було переселено в нове, краще укріплене місто. З подібною метою король також заснував місто Крістіанопель на сході провінції Блекінґе.

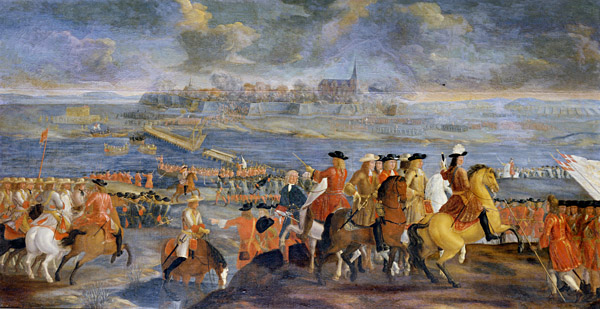
Короткочасне захоплення данським військом Крістіанстада під час Війни за Сконе (1676), картина Клауса Мьойніхена

Будівництво міст було великою справою честі для короля, а міська Троїцька церква (дан. Trefoldighedskirken; швед. Heliga Trefaldighetskyrkan) багатьма вважається однією з найкрасивіших споруд, побудованих королем Крістіаном IV, ба навіть найкрасивішою в Північній Європі ренесансною церквою. Крім того, у Крістіанстаді при заснуванні міста могли бути вперше сформульовані засади містобудування доби Відродження. Це робить сьогоднішній міський центр Крістіанстада винятково добре збереженим і зручним для піших мандрівок.
Місто служило столицею однойменного лену в 1719–1997 роках. Тепер тут міститься адміністрація Ради лену Сконе. Довгий час Крістіанстад також був дуже важливим гарнізонним містом. У Крістіанстаді розміщувався один з апеляційних судів Швеції, перш ніж переїхати в Мальме в 1917 році.

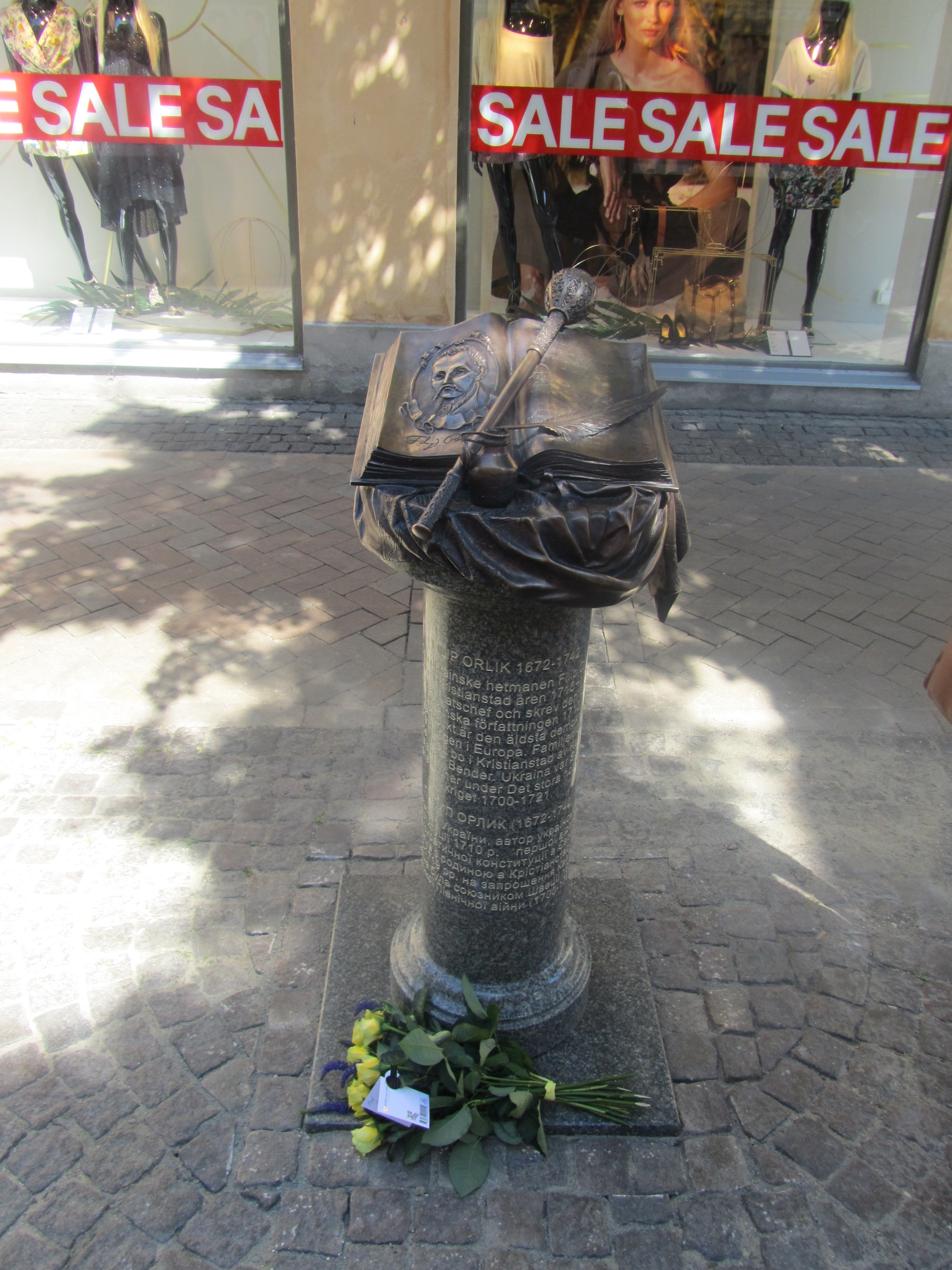
Пам'ятник Орлику в Крістіанстаді

У Крістіанстаді декілька років жив автор першої демократичної конституції в Європі Пилип Орлик, обраний у вигнанні козаками і шведським королем Карлом XII після Полтавської трагедії 1709 р. гетьманом України. Цю Конституцію було підтверджено Карлом XII, якого в ній названо «захисником України». Після 1714 р. Орлик разом з кількома іншими козаками прибув услід за шведським королем Карлом XII у Швецію. Наприкінці листопада 1715 року Орлик зі своєю сім'єю та ще близько 40 козаками оселився у шведському місті Істад, а через кілька місяців вони перебралися в Крістіанстад.
29 червня 2011 року у Крістіанстаді відбулося урочисте відкриття пам'ятника та меморіальної дошки українському гетьману Пилипу Орлику. Відкриття було приурочено до 300-ї річниці Конституції Пилипа Орлика та 15-ї річниці сучасної Конституції України. Відкриття пам'ятника й дошки на будинку, де мешкав у 1716–1719 рр. Пилип Орлик, було за кілька років до того ініційовано Посольством України у Швеції. Пам'ятник, який вважається подарунком України шведському місту Крістіанстад, виготовила майстерня українських скульпторів Олеся Сидорука та Бориса Крилова за підтримки Народного артиста України Богдана Бенюка, який брав безпосередню участь в урочистому заході, та мецената І. Омелянюка.
Пам'ятник відкрили Голова міської ради Крістіанстада Стен Херманссон та Посол України у Швеції Євген Перебийніс.

## Міста-побратими
- Кошалін  Польща
- Грайфсвальд  Німеччина

## Екологія
На цей час Крістіанстад переступив життєво важливий рубіж, місто і довколишній лен з населенням 80000 жителів, по суті, не використовують нафти, природного газу чи вугілля для обігріву домівок та підприємств навіть протягом затяжних холодних зим. Цей крутий поворот відбувся 20 років тому, перед цим всі тутешні системи опалення споживали викопне паливо.

## Цікавинки
У 2000 році озброєна група італійських солдатів під час навчань НАТО приземлилася в невеликому містечковому аеропорту Крістіанстада, сплутавши назву цього міста з назвою норвезького міста Крістіансанн.

## Уродженці
- Крістіна Ульсон (нар. 1979) — шведська політолог та письменниця.

## Галерея

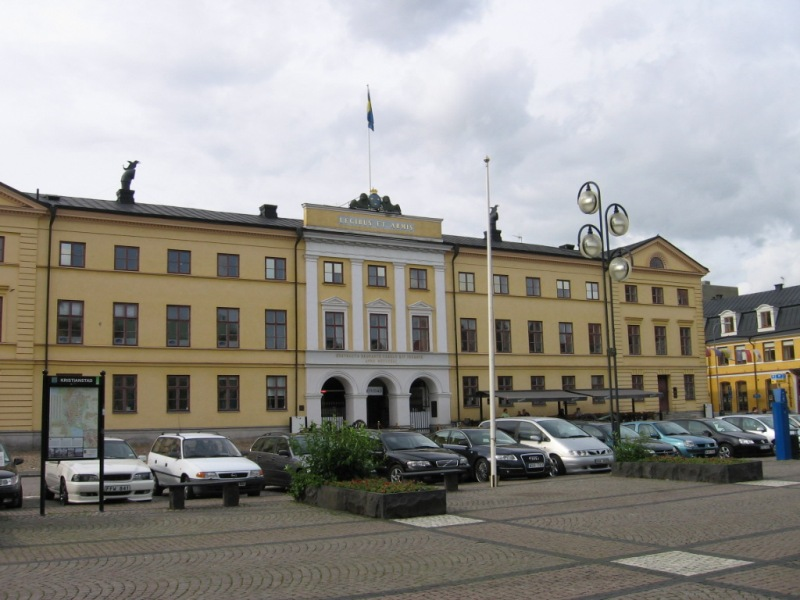
"Stora kronohuset"
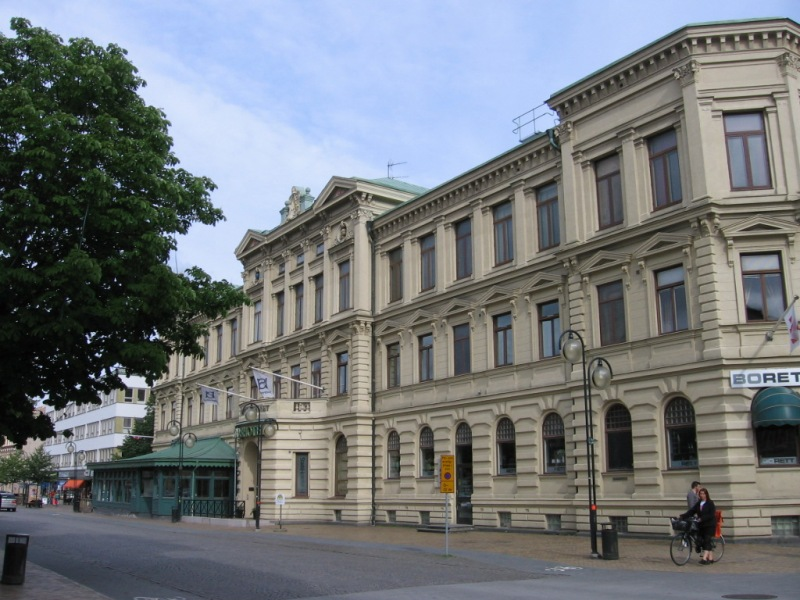
Міський готель
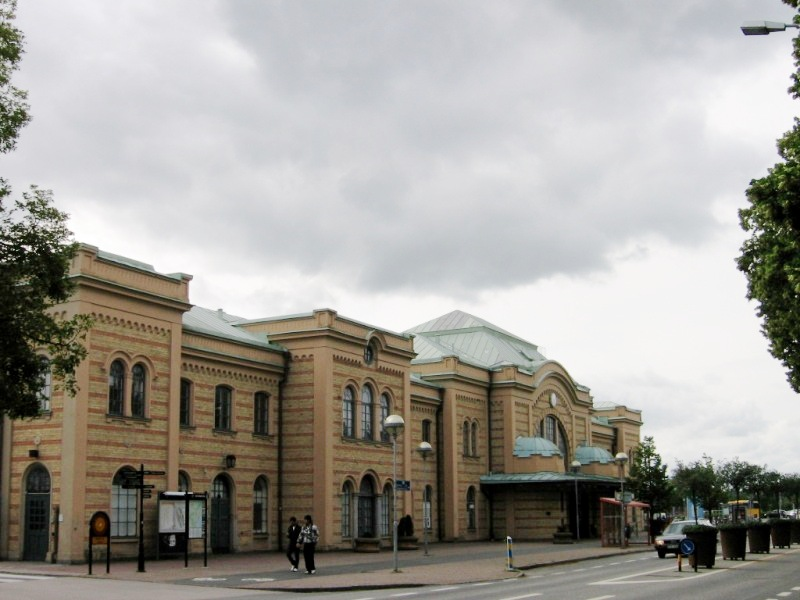
Вокзал
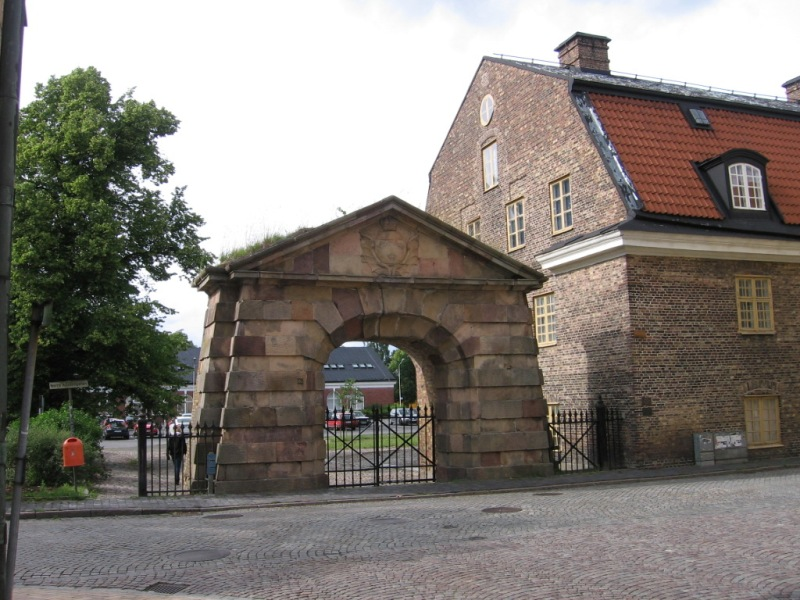
Міська брама
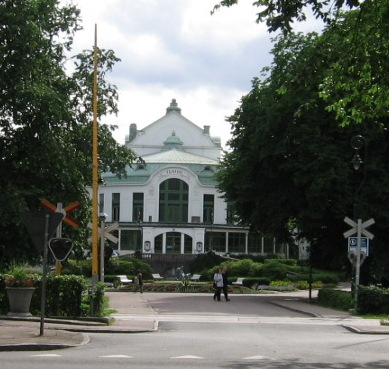
Театр
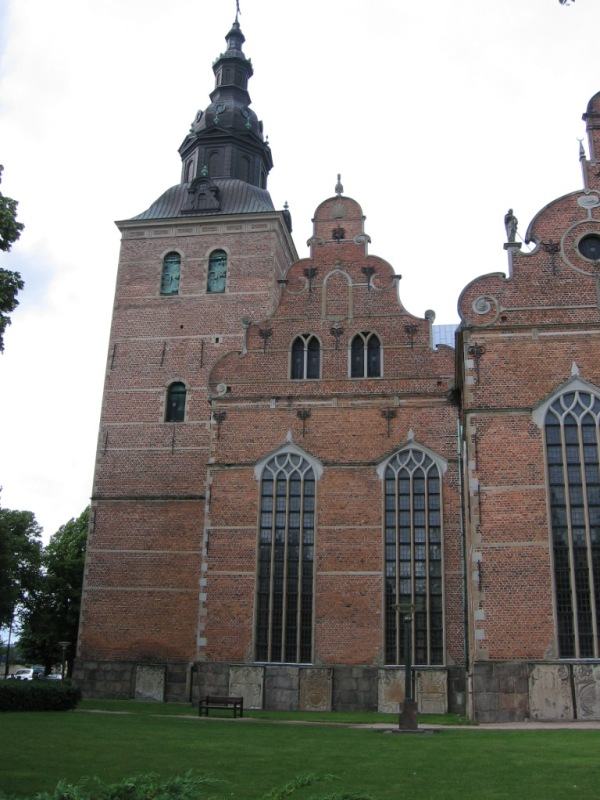
Heliga Trefaldighetskyrkan
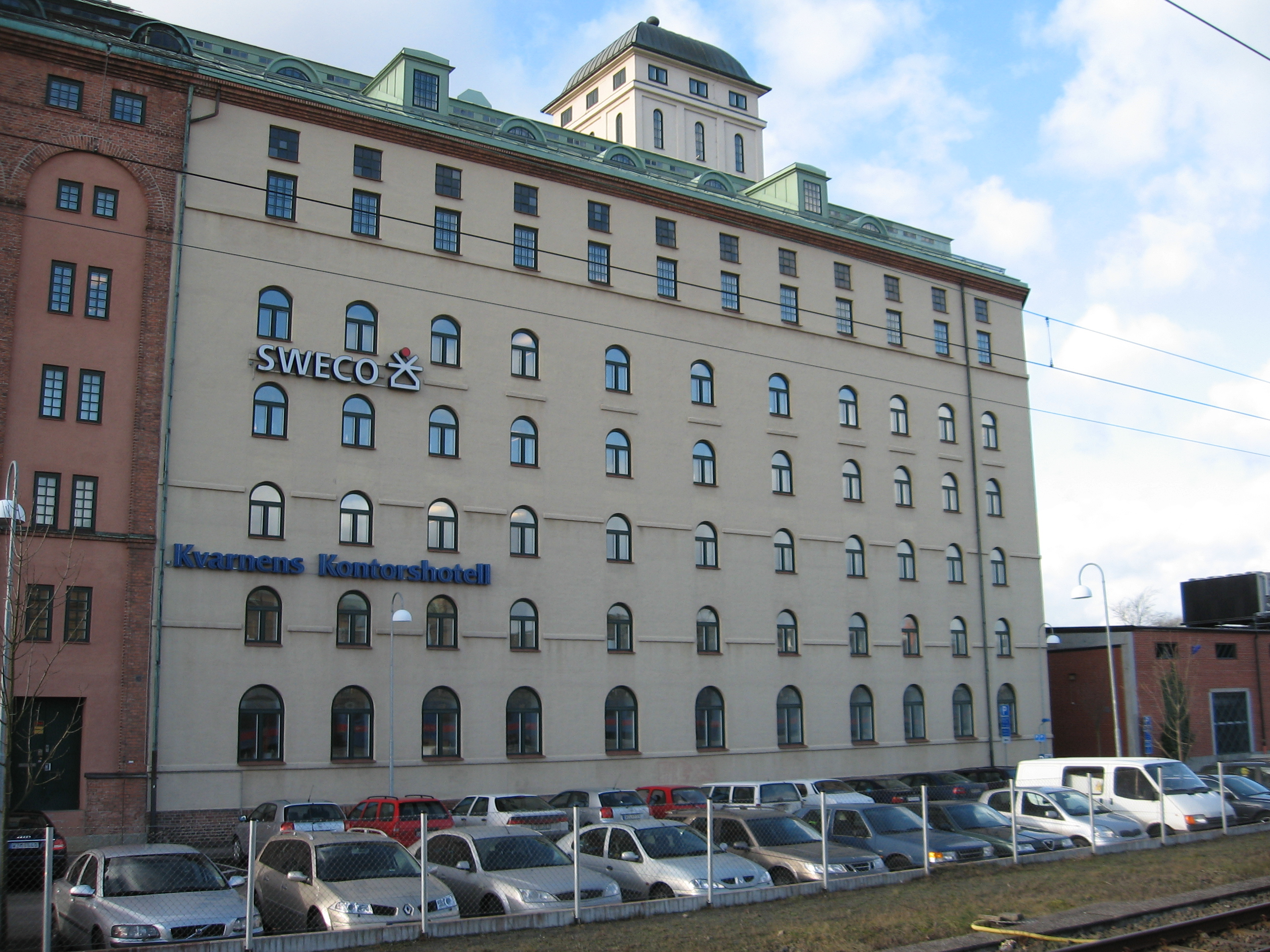
"Kvarnen"
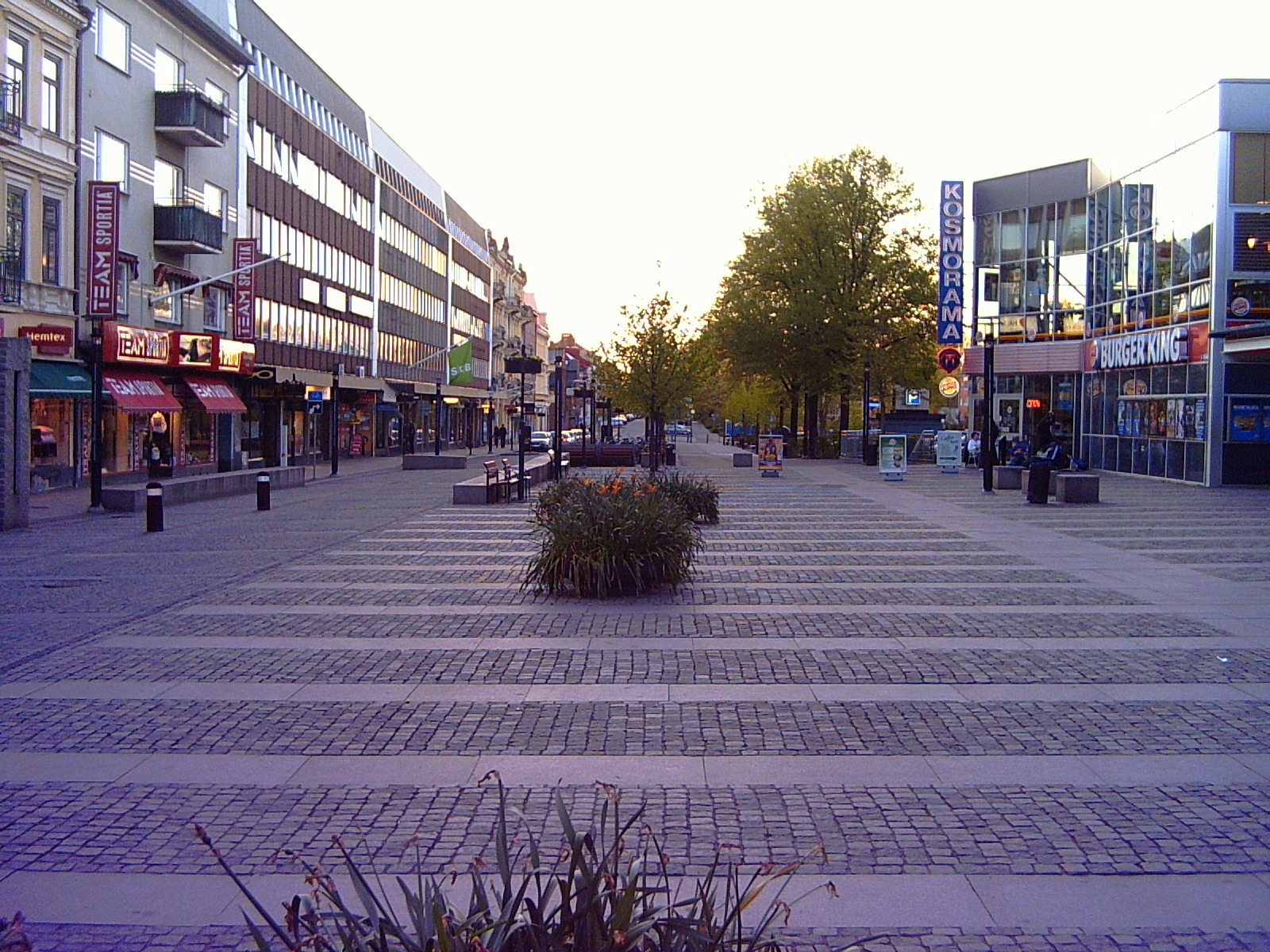
Міський центр